# Zonitoschema klapperichi
Zonitoschema iranica es una especie de coleóptero de la familia Meloidae.
La especie fue descrita científicamente por Borchmann en 1941.